# Hussein Arab
Hussein Arab (en arabe : حسين عرب), est un militaire et homme politique yéménite.
Après avoir participé à la révolution yéménite, il échappe à une tentative d'assassinat en 2013. Il est ministre de l'Intérieur de 2015 à 2017.